# Tulakan (Donorojo)
Tulakan is een bestuurslaag in het regentschap Jepara van de provincie Midden-Java, Indonesië. Tulakan telt 13.667 inwoners (volkstelling 2010).